# Estándares de Información para la Biodiversidad
Los Estándares de Información para la Biodiversidad  o Biodiversity Information Standards (anteriormente TDWG, Taxonomic Data Working Group) establecen los estándares utilizados en ciencias biológicas que utilizan como unidad de trabajo la biodiversidad al nivel de organización de los organismos. Ciencias que los utilizan son la biología sistemática, la biogeografía y la sinecología (la interacción de los organismos en las comunidades). Si bien muchas veces no lo suficientemente reconocidos, los TDWG standards son utilizados en muchos softwares populares de biodiversidad informática, cuyo rango abarca desde pequeñas soluciones de escritorio hasta redes internacionales de datos de gran escala. Los estándares ofrecen una uniformidad en la estructura de datos y un vocabulario compartido que funcionan para agregar información y compartirla minimizando la pérdida y la duplicación de datos.
El campo de acción de estos estándares es la informática de la biodiversidad (biodiversity informatics) que se diferencia de la ecoinformática (ecoinformatics, la informática al nivel de organización de los ecosistemas) y la bioinformática (bioinformatics, al nivel de organización molecular y fisiológica).
Nacido en 1985 en el área de la taxonomía de plantas, ejemplos tempranos de estos estándares son:
- ITF (International Transfer Format for Botanical Garden Data),
- HISPID (Herbarium Information Standard and Protocol for Interchange of Data),
- DELTA (Descriptive Language for Taxonomy),

En los 1990 se establecieron:
- el estándar de abreviación de nombres de revistas (Bridson y Smith 1991[2]),
- el estándar de autores de nombres científicos (Brummitt y Powell 1992[3])

Las regiones TDWG (2ªed) en Norteamérica.

- el esquema estandarizado de áreas geográficas (las "TDWG regions", 1ª ed. Hollis y Brummit 1992,[4] 2ª ed. Brummitt et al. 2001[5]),
- ABCD (Access to Biological Collection Data),
- ABCDEFG (la "extensión para geociencias"),
- DwC (Darwin Core),
- TCS (Taxonomic Concept Transfer Schema),
- SDD (Structured Descriptive Data),
- DwC-A (Darwin Core Archives),
- TaxPub ("una extensión de NLM/NCBI Journal Publishing DTD") y el esquema TaxonX para referencias bibliográficas.

Al 2011 se encuentran iniciativas creadas en los últimos años con el objetivo de establecer plataformas de trabajo que exploten el potencial de los estándares sin que los científicos tengan que lidiar con la complejidad de los mismos. Una plataforma puede contener las siguientes áreas: edición taxonómica; publicación de datos taxonómicos editados; almacenamiento e intercambio de datos; colecciones y especímenes; descripciones; trabajo de campo; literatura; y geografía. Ejemplos de estas plataformas son:
- Scratchpads, p. ej. en Solanaceae Source[7]
- EDIT platform for Cybertaxonomy,[6] que a diferencia de la anterior soporta clasificaciones alternativas, "en el corazón de la plataforma está el CDM (Common Data Model), un repositorio para cada tipo de dato concebible producido por taxónomos en el curso de su trabajo",[6] ejemplos de uso en Palmweb[8] y en Cichorieae Network.
- KE-EMU software, comercial, usado en Lecythidae pages
- Diversity Workbench Platform usado en Melastomataceae

Y de aplicaciones para manejar datos descriptivos:
- Lucid
- Xper² y
- DiversityDescriptions